# Haidian Huangzhuang
Haidian Huangzhuang (in cinese: 海淀黄庄站S, Hǎidiàn Huángzhuāng zhànP) è una stazione della linea 4 e della linea circolare 10 della metropolitana di Pechino. La stazione prende il nome dalla posizione geografica, che si trova a sud di Haidian. La stazione della linea 10 è entrata in funzione 19 luglio 2008, mentre quella della linea quattro è diventata operativa in concomitanza dell'inaugurazione della linea stessa, avvenuta il 28 settembre 2009.

## Storia
I lavori di costruzione della linea 10 e della stazione di Haidian Huangzhuang sono stavi avviati il 18 dicembre 2003. Inizialmente progettata per essere costruita secondo il metodo cut and cover, a causa dei forti disagi che sarebbero stati scaturiti dalla chiusura al traffico di Zhichun Road, e per via del gran numero di condutture presenti, un'indagine ha stabilito l'impossibilità di procedere alla costruzione della stazione secondo i piani originali. Per continuare i lavori di costruzione previsti si è, quindi, deciso di procedere con la tecnica dello scavo meccanizzato utilizzando una talpa meccanica della ditta tedesca Herrenknecht, dal valore di 5 milioni di dollari.

## Posizione
Sia la stazione della linea 4 che quella della linea 16 si trovano all'incrocio tra la Zhongguancun Street, la Haidian South Road e la Zhichun Road, nel distretto di Haidian. Nei dintorni della stazione di Haidian Huangzhuang sorgono molte scuole primarie e secondarie di rilevanza nella nazione, motivo che ha portato all'istituzione di molti centri di tutoraggio e di preparazione scolastica a sostegno dei bambini e dei ragazzi. Per questo motivo la zona circostante la stazione di Haidian Huangzhuang è comunemente conosciuta come "Centro universale di preparazione scolastica".

## Struttura e impianti

### Ingegneria civile
Zhongguancun Street e Zhichun Road, dove sorgono le stazioni di entrambe le linee, sono importanti arterie di traffico per la città di Pechino e, per questo motivo, le stazioni non sono state costruite con il metodo cut and cover tipicamente utilizzato per le altre stazioni della metropolitana di Pechino. La stazione di Haidian Huangzhuang è una stazione a due piani a tre campate con una struttura a triplo arco, la cui struttura principale è larga più di 20 metri e alta circa 15 mentre il tetto è a poco più di 5 metri da terra. Le banchine delle linee 4 e 10 sono state costruite contemporaneamente utilizzando la tecnica degli scavi totalmente sotterranei, rendendo la stazione di Haidian Huangzhuang la prima stazione di interscambio della Cina continentale ad essere stata costruita simultaneamente utilizzando questa tecnica di costruzione.

### La stazione
La stazione di Haidian Huangzhuang si sviluppa in due piani sotterranei e le linee 4 e 10 sono collegate tra loro in una struttura a incrocio tramite dei corridoi che permettono il passaggio in entrambe le direzioni. Nel primo piano sotterraneo è disposto l'atrio della linea 4 e la banchina della linea 10, mentre il secondo piano sotterraneo è dedicato all'atrio della linea 10 e la banchina della linea 4. La stazione dispone di 5 accessi, indicati con le lettere A1, A2, B, C1 e C2, con gli ingressi A2 e C1 accessibili ai portatori di handicap grazie alla presenza di ascensori.
Relativamente alle banchine, la linea 4 presenta una banchina centrale costruito sotto Zhongguancun Street. La linea 10, invece, ha una banchina laterale disposta sotto Haidian South Road.

## Servizi
Le stazioni dispongono di:
- Accessibilità per portatori di handicap (solo uscite A2 e C1)
- Ascensori (solo uscite A2 e C1)
- Scale mobili
- Emettitrice automatica biglietti
- Servizi igienici
- Sportello automatico
- Distributori automatici
- Stazione video sorvegliata
- Ufficio polizia

### Orari
Linea 4:
Dal 30 dicembre 2010 la linea 4 condivide il percorso con la Linea Daxing; dalla stazione di Haidian Huangzhuang, relativamente alla linea 4, si operano i servizi come segue:
- Un servizio che copre l'intera tratta, da Anheqiao Nord, da dove inizia la Linea 4, fino a Tiangongyuan, capolinea della Linea Daxing.[15]
- Un servizio ridotto che copre l'intera Linea 4 al quale si aggiunge la fermata Xingong della Linea Daxing, la prima stazione della Linea Daxing, quindi offrendo corse da Anheqiao Nord a Xingong. I passeggeri che intendono proseguire verso sud devono scendere e cambiare binario in direzione Tiangongyuan.[16]

La prima corsa direzione Anheqiao Nord parte tutti i giorni alle 5:42 da Haidian Huangzhuang, mentre l'ultima alle 23:56. In direzione Tiangongyuan (linea Daxing), il primo treno opera alle ore 5:10 mentre l'ultimo alle 22:47. Inoltre, relativamente al servizio ridotto della linea, l'ultima corsa da Haidian Huangzhuang parte alle 23:00 e termina a Gongyi Xiqiao alle 23:39.
Linea 10:
Essendo una linea circolare, la linea 10 dispone di due percorsi concentrici che operano come segue:
- L'anello interno, da Bagou direzione Guomao, Songjiazhuang e Chedaogou, con tratte ridotte che terminano a Bagou o Chengshousi.
- L'anello esterno, da Bagou direzione Chedaogou, Songjiazhuang e Guomao, con tratte ridotte che terminano a Chedaogou.

Per il servizio dell'anello interno, la prima corsa da Haidian Huangzhuang parte alle 4:41 mentre l'ultimo treno che esegue il percorso completo è alle 20:51. Per le tratte ridotte, l'ultimo treno con destinazione finale Bagou è previsto alle 22:35 mentre quello con termine a Chengshousi alle 22:59.
Riguardo l'anello esterno, la prima corsa è alle 6:17 mentre l'ultimo treno che esempio il percorso completo è previsto alle 22:30. L'ultima corsa ridotta direzione fino a Chedaogou parte da Haidian Huangzhuang alle 00:15.

### Tariffazione
Linea 4:
- Haidian Huangzhuang — Xingong (condiviso con la linea Daxing)
- Haidian Huangzhuang — Tiangongyuan (condiviso con la linea Daxing)
- Haidian Huangzhuang — Anheqiao Nord

Dalla stazione di Xiyuan la tariffazione parte da un prezzo di ¥3 (circa €0,40) a seconda della distanza di viaggio totale da percorrere, fino a un massimo di ¥7 (circa €1).
Linea 10:
- Haidian Huangzhuang — Guomao — Songjiazhuang — Chedaogou
- Haidian Huangzhuang — Bagou — Chedaogou —Guomao

Dalla stazione di Haidian Huangzhuang la tariffazione parte da un prezzo di ¥3 (circa €0,40), a seconda della distanza di viaggio totale da percorrere, fino a un massimo di ¥7 (circa €0,80).

## Interscambi
Fermata autobus